# Skattestyrelsen
Skattestyrelsen ist das dänische Steueramt. Vorher hieß es SKAT, wurde jedoch durch Skattestyrelsen und sechs weitere Ämter 2018 ersetzt. Der Sitz der Behörde befindet sich in der Østbanegade 123 im Kopenhagener Stadtteil Østerbro.

## Hintergrund
Das dänische Amt für Steuern und Abgaben hat den Slogan „Wir sichern, dass Bürger und Unternehmen die korrekten Abgaben und Steuern zur richtigen Zeit zahlen.“ Früher hieß das Amt SKAT, wurde allerdings 2018 nach einer Reihe von Skandalen durch Skattestyrelsen ersetzt. Die Direktorin von Skattestyrelsen ist Merete Agergaard.

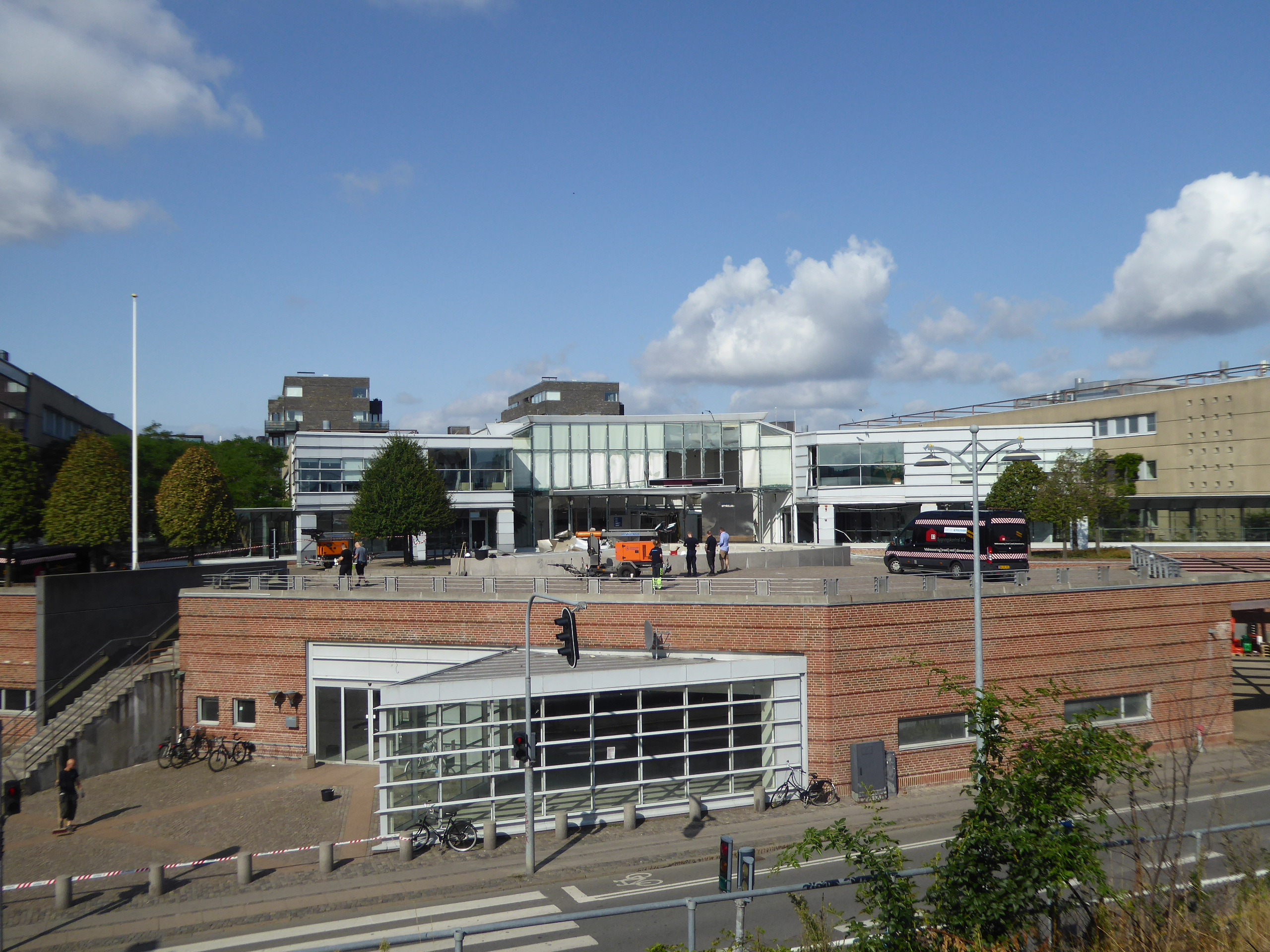
Skattestyrelsen am Tag nach der Explosion (7. August 2019)

## Geschichte

### Bombenanschlag August 2019
Am 6. August 2019 um 22.30 Uhr kam es zu einer Explosion vor dem Gebäude von Skattestyrrelsen. Die Fassade ist in Mitleidenschaft gezogen worden.